# Sándor Apponyi
Dans le nom hongrois Apponyi Sándor, le nom de famille précède le prénom, mais cet article utilise l’ordre habituel en français Sándor Apponyi, où le prénom précède le nom.
Le comte Sándor Apponyi de Nagyappony, né le 19 janvier 1844 à Paris et mort le 18 avril 1925 à Lengyel, est un diplomate et collectionneur d'art hongrois.